# Дана Андрюс
Дана Андрюс (на английски: Dana Andrews) е американски актьор. 

## Биография
Роден е на 1 януари 1909 г. в Колинс, Мисисипи, в семейството на баптистки свещеник. Израства в Тексас, а през 1931 г. се установява в Лос Анджелис. От 1940 г. започва да се снима в киното и участва във филми като „Лора“ (Laura, 1944), „Инцидентът в Окс-Боу“ (The Ox-Bow Incident, 1943) и „Най-добрите години от нашия живот“ (The Best Years of Our Lives, 1946).
Дана Андрюс умира на 17 декември 1992 г. в Лос Аламитос.

## Избрана филмография
| Година | Филм                              | Оригинално заглавие         | Роля              | Режисьор       |
| ------ | --------------------------------- | --------------------------- | ----------------- | -------------- |
| 1941   | Тютюневият път                    | Tobacco Road                | Капитан Тим       | Джон Форд      |
| 1943   | Инцидентът в Окс-Боу              | The Ox-Bow Incident         | Доналд Мартин     | Уилям Уелман   |
| 1944   | Лора                              | Laura                       | Марк Макферсън    | Ото Преминджър |
| 1946   | Най-добрите години от нашия живот | The Best Years of Our Lives | капитан Фред Дери | Уилям Уайлър   |